# Brahmina hindu
Brahmina hindu är en skalbaggsart som beskrevs av Keith 2006. Brahmina hindu ingår i släktet Brahmina och familjen Melolonthidae. Inga underarter finns listade.